# Розлив нафти з танкера в Егейському морі (1992)
43°23′20″ пн. ш. 8°24′36″ зх. д. / 43.389° пн. ш. 8.41° зх. д.
Розлив нафти з танкера в Егейському морі стався 3 грудня 1992 року, коли дводонний нафтовий танкер Aegean Sea під грецьким прапором, що прямував до нафтопереробного заводу Repsol в Ла-Корунья, Іспанія, зазнав аварії біля узбережжя Галісії. Корабель успішно пройшов усі необхідні випробування та доопрацювання. Аварія сталася під час екстремальних погодних умов і вплинула на узбережжя Галісії, що призвело до пошкодження екосистеми, а також рибальства та туризму в Ла-Корунья.